# Nazionale maschile under 19 di football americano dei Paesi Bassi
La Nazionale di football americano Under-19 dei Paesi Bassi è la selezione maschile di football americano della AFBN, che rappresenta i Paesi Bassi nelle varie competizioni ufficiali o amichevoli riservate a squadre nazionali Under-19.

## Risultati
Legenda: Grassetto: Risultato migliore, Corsivo: Mancate partecipazioni

## Dettaglio stagioni

### Amichevoli
| Stagione | Vin | Par | Per | Tot | PF | PS | avversaria                                         |
| -------- | --- | --- | --- | --- | -- | -- | -------------------------------------------------- |
| 2003     | 1   | 0   | 0   | 1   | 17 | 0  | Gran Bretagna                                      |
| 2013     | 0   | 0   | 1   | 1   | 14 | 28 | Gran Bretagna                                      |
| 2016     | 1   | 0   | 1   | 2   | 20 | 36 | Cologne Crocodiles Under-19, EAFL Falcons Under-19 |
| Totale   | 2   | 0   | 2   | 4   | 51 | 64 |                                                    |

Fonte: britballnow.co.uk

### Tornei

#### Campionato europeo

##### Qualificazioni
| Stagione | regular season | regular season | regular season | regular season | regular season | regular season | playoff | playoff | playoff | playoff | playoff | playoff   | playoff       |
|          | Vin            | Par            | Per            | Tot            | PF             | PS             | Vin     | Per     | Tot     | PF      | PS      | risultato | avversaria    |
| -------- | -------------- | -------------- | -------------- | -------------- | -------------- | -------------- | ------- | ------- | ------- | ------- | ------- | --------- | ------------- |
| 2000     | -              | -              | -              | -              | -              | -              | 0       | 1       | 1       | 0       | 40      |           | Gran Bretagna |
| 2002     | -              | -              | -              | -              | -              | -              | 1       | 1       | 2       | 26      | 56      |           | Austria       |
| 2004     | -              | -              | -              | -              | -              | -              | 0       | 2       | 2       | 0       | 70      |           | Svezia        |
| 2006     | -              | -              | -              | -              | -              | -              | 0       | 1       | 1       | 0       | 14      |           | Finlandia     |
| 2010     | -              | -              | -              | -              | -              | -              | 1       | 2       | 3       | 42      | 53      |           | Serbia        |
| 2012     | -              | -              | -              | -              | -              | -              | 2       | 0       | 2       | 28      | 20      |           | Serbia        |
| 2013     | -              | -              | -              | -              | -              | -              | 0       | 1       | 1       | 12      | 34      |           | Svezia        |
| 2015     | -              | -              | -              | -              | -              | -              | 0       | 2       | 2       | 7       | 15      |           | Italia        |
| 2017     | -              | -              | -              | -              | -              | -              | 1       | 1       | 2       | 35      | 26      |           | Svizzera      |
| 2019     | -              | -              | -              | -              | -              | -              | 1       | 0       | 1       | 15      | 9       |           | Spagna        |
| Totale   | -              | -              | -              | -              | -              | -              | 6       | 11      | 17      | 165     | 337     |           |               |

Fonte: britballnow.co.uk

### Riepilogo partite disputate
| Anno             | Luogo              | Evento     | Fase del torneo                    | Incontro                                  | Risultato |
| 2000             | Leicester          | Europeo    | Qualificazioni                     | Gran Bretagna - Paesi Bassi               | 40 - 0    |
| 2002             | Reggio nell'Emilia | Europeo    | Qualificazioni                     | Italia - Paesi Bassi                      | 14 - 20   |
| 2002             | Vienna             | Europeo    | Qualificazioni                     | Austria - Paesi Bassi                     | 42 - 6    |
| 2003             | Paesi Bassi        | Amichevole |                                    | Paesi Bassi - Gran Bretagna               | 17 - 0    |
| 2004             | Malmö              | Europeo    | Qualificazioni                     | Svezia - Paesi Bassi                      | 14 - 0    |
| 2004             | Arnhem             | Europeo    | Qualificazioni                     | Paesi Bassi - Svezia                      | 0 - 56    |
| 2006             | Finlandia          | Europeo    | Qualificazioni                     | Finlandia - Paesi Bassi                   | 14 - 0    |
| 26 maggio 2010   | Utrecht            | Europeo    | Qualificazioni                     | Paesi Bassi - Gran Bretagna               | 13 - 18   |
| 20 agosto 2010   | Kragujevac         | Europeo    | Qualificazioni                     | Paesi Bassi - Rep. Ceca                   | 14 - 7    |
| 22 agosto 2010   | Kragujevac         | Europeo    | Qualificazioni                     | Serbia - Paesi Bassi                      | 28 - 15   |
| 7 settembre 2012 | Roma               | Europeo    | Qualificazioni - Girone (1º turno) | Italia - Paesi Bassi                      | 13 - 14   |
| 9 settembre 2012 | Roma               | Europeo    | Qualificazioni - Finale (1º turno) | Serbia - Paesi Bassi                      | 7 - 14    |
| 28 aprile 2013   | Helsingborg        | Europeo    | Qualificazioni                     | Svezia - Paesi Bassi                      | 34 - 12   |
| 2013             | Gateshead          | Amichevole |                                    | Gran Bretagna - Paesi Bassi               | 28 - 14   |
| 8 maggio 2015    | Pessac             | Europeo    | Qualificazioni                     | Paesi Bassi - Serbia                      | 0 - 3     |
| 10 maggio 2015   | Pessac             | Europeo    | Qualificazioni                     | Paesi Bassi - Italia                      | 7 - 12    |
| 11 marzo 2016    | Evertsoord         | Amichevole |                                    | Paesi Bassi - Cologne Crocodiles Under-19 | 0 - 36    |
| 2 ottobre 2016   | Almere             | Amichevole |                                    | Paesi Bassi - EAFL Falcons Under-19       | 20 - 0    |
| 2 giugno 2017    | Almere             | Europeo    | Qualificazioni                     | Paesi Bassi - Spagna                      | 6 - 14    |
| 4 giugno 2017    | Almere             | Europeo    | Qualificazioni                     | Svizzera - Paesi Bassi                    | 20 - 21   |
| 27 aprile 2019   | Arnhem             | Europeo    | Qualificazioni                     | Paesi Bassi - Spagna                      | 15 - 9    |

## Confronti con le altre Nazionali
Questi sono i saldi dei Paesi Bassi nei confronti delle Nazionali incontrate.

### Saldo positivo
| Nazionale | Giocate | Vinte | Pareggiate | Perse | PF | PS | Ultima vittoria | Ultimo pari | Ultima sconfitta |
| --------- | ------- | ----- | ---------- | ----- | -- | -- | --------------- | ----------- | ---------------- |
| Rep. Ceca | 1       | 1     | 0          | 0     | 14 | 7  | 2010            | -           | -                |
| Italia    | 3       | 2     | 0          | 1     | 41 | 39 | 2012            | -           | 2015             |

### Saldo in pareggio
| Nazionale | Giocate | Vinte | Pareggiate | Perse | PF | PS | Ultima vittoria | Ultimo pari | Ultima sconfitta |
| --------- | ------- | ----- | ---------- | ----- | -- | -- | --------------- | ----------- | ---------------- |
| Spagna    | 2       | 1     | 0          | 1     | 21 | 23 | 2019            | -           | 2017             |

### Saldo negativo
| Nazionale     | Giocate | Vinte | Pareggiate | Perse | PF | PS  | Ultima vittoria | Ultimo pari | Ultima sconfitta |
| ------------- | ------- | ----- | ---------- | ----- | -- | --- | --------------- | ----------- | ---------------- |
| Svizzera      | 1       | 1     | 0          | 0     | 20 | 21  | -               | -           | 2017             |
| Serbia        | 3       | 1     | 0          | 2     | 29 | 38  | 2012            | -           | 2015             |
| Finlandia     | 1       | 0     | 0          | 1     | 0  | 14  | -               | -           | 2006             |
| Austria       | 1       | 0     | 0          | 1     | 6  | 42  | -               | -           | 2002             |
| Gran Bretagna | 4       | 1     | 0          | 3     | 44 | 86  | 2003            | -           | 2013             |
| Svezia        | 3       | 0     | 0          | 3     | 12 | 104 | -               | -           | 2013             |